# Ling Bouvier
Pour les articles homonymes, voir Bouvier.
Ling Bouvier est un personnage fictif de la série animée télévisée Les Simpson. Elle est la fille adoptive de Selma Bouvier.
Ce personnage apparait dans le 12e épisode de la 16e saison, Bébé nem (Un numéro un pour emporter), ou Goo Goo Gai Pan en version originale.

## Histoire de son adoption

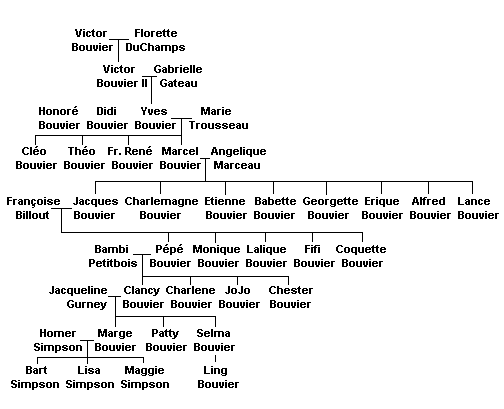
Arbre généalogique de la famille Bouvier

Selma, qui fait repasser son permis de conduire à M. Burns, est soudain prise de bouffées de chaleur. Le docteur Hibbert, consulté, lui explique que ce sont là les premiers symptômes de la ménopause et qu'elle ne pourra plus avoir d'enfant biologique.
Ne voulant pas finir sa vie seule, Selma décide d'adopter un enfant. Elle trouve un bébé à l'orphelinat de Springfield ; mais malheureusement Cletus, le père du bébé, revient le récupérer car il l'avait laissé par erreur. Selma est désespérée. Lisa lui conseille alors d'adopter un enfant chinois.
Selma se retrouve donc au consulat de Chine pour faire sa demande d'adoption. Hélas, pour pouvoir adopter un enfant, Selma doit être mariée. Ne l'étant pas, elle marque sur le dossier (sans lui en avoir parlé) le nom d'Homer comme étant son époux.
Voilà Selma et toute la famille Simpson en avion, direction la Chine. Pendant le vol, Selma profite qu'Homer soit sous l'emprise de somnifères pour lui avouer son mensonge. Homer refuse de se voir attribuer Selma comme femme mais Marge parvient finalement à le convaincre.
Arrivés en Chine, Selma et Homer se rendent à l'orphelinat. Ils y rencontrent la responsable, madame Wu, qui doit vérifier que tout est en ordre. Avant de leur donner le bébé, elle va ainsi passer quelques jours avec le couple pour voir les « détails intimes de leur vie conjugale ». Selma présente à madame Wu Bart et Lisa, puis elle fait passer Marge pour la gouvernante ; Homer lui trouve le joli surnom de Miss Octobre.
Madame Wu fait découvrir la culture chinoise à Selma et aux Simpson. Ces derniers en profitent pour visiter la Grande Muraille de Chine, vont au théâtre etc. Madame Wu demande à Homer quel est son métier. Celui-ci, se disant qu'il peut lui mentir puisqu'elle ne le connaît pas, affirme qu'il est un formidable acrobate chinois. Le groupe va voir un spectacle d'acrobatie, mais un des numéros ne peut être réalisé car un acrobate fait défaut. Madame Wu demande à Homer de le remplacer… Il se retrouve sur la scène et, évidemment, se blesse…
Nous le retrouvons à l'hôpital. Pendant ce temps, Selma a pu récupérer son bébé et vient le présenter à Homer. Elle dit à Ling que Homer est son père. La petite Ling ne peut s'empêcher de lui tripoter les yeux. Selma remercie Homer de l'avoir aidé puis le laisse un peu seul avec Marge.
Mais Madame Wu découvre le pot aux roses et reprend Ling à Selma.
Lisa met alors au point un plan pour récupérer Ling. Les Simpson se rendent une nouvelle fois à l'orphelinat et déguisent Homer en statue de Bouddha. Les gardes font rentrer Homer dans le bâtiment car ils ne peuvent pas laisser une statue dehors (c'est un mauvais Feng shui). Homer récupère Ling puis s'en va discrètement.
Madame Wu les intercepte avant qu'il ne repartent et tente de reprendre Ling. Selma parvient tant bien que mal à convaincre Madame Wu de lui laisser le bébé. Celle-ci finit par accepter et les laisse repartir à Springfield avec la petite Ling…

## Apparitions du personnage
Ling est apparue à ce jour dans sept autres épisodes des Simpson : Notre Homer qui êtes un Dieu (saison 17), Les aqua-tics et Mariage plus vieux, mariage heureux (saison 18). La Vraie Femme de Gros Tony (saison 22), L'espion qui m'aidait (saison 23), À tuteur-tuteur ennemi et Les dangers du train (saison 24)